# IUCrData
IUCrData est une publication de données open access en ligne à comité de lecture. Ce mensuel vise à fournir des descriptions succinctes des jeux de données cristallographiques et de disciplines scientifiques connexes, ainsi qu'à faciliter l'accès aux informations. Il s'intéresse principalement à la communication de données concernant des structures cristallines de composés inorganiques, métalliques-organiques ou organiques. Les informations sur chaque structure cristalline comprennent les données cristallographiques (CIF et facteurs de structure), un rapport de validation des données, des figures et une représentation textuelle des données.
Actuellement, le directeur de publication est Andrew J. Allen (National Institute of Standards and Technology, États-Unis).